# KURSK
KURSK — документальна пригодницька відеогра польської студії Jujubee про трагічну історію підводного човна «Курськ», що разом з 118 членами екіпажу затонув у Баренцовому морі 12 серпня 2000 року. Випущена 7 листопада 2018.

## Ігровий процес
На думку розробників за рівнем постановки, підходом до подачі сюжету та атмосферністю KURSK нагадує Heavy Rain, проте гравцеві надається набагато більша свобода в плані ігрової механіки. KURSK є повноцінною нелінійною пригодницькою грою від першої особи з елементами стелс-екшн, чудовими діалогами та багатьма унікальними особливостями.
Ігровим персонажем є шпигун, що знаходиться на борту з метою отримання інформації про швидкісні підводні торпеди VA-111 «Шквал». Розробники не хотіли аби в центрі історії був звичайний член екіпажу, бо це б виглядало пересічно. «Курськ» брав участь у масштабних морських навчаннях, тому на борту окрім 111 членів екіпажу було ще 5 офіцерів штабу дивізії та 2 цивільні спеціалісти-конструктори з заводу «Дагдизель», одним із останніх і є протагоніст гри.
Оскільки розробники планують нагнітати напругу поступово, дія відбуватиметься не лише на борту підводного човна. Наприклад, спочатку гравцеві випаде відвідати ЗАТО Відяєво, де розташована однойменна військово-морська база.

## Розробка
KURSK було анонсовано 20 травня 2015 року для платформ Windows, Mac OS, PlayStation 4 та Xbox One, тож гра стала першим проектом студії, що спеціально розробляється для персональних комп'ютерів та ігрових консолей. У прес-релізі було сказано, що гра «під іншим кутом погляне на трагедію підводчного човна». За словами розробників, це буде «гра для дорослої аудиторії що прагне отримати унікальний, кінематографічний ігровий досвід». «Досі залишається багато питань навколо долі російської субмарини, і в нашій грі ми сподіваємося підняти та відповісти на деякі з них», — зазначив CEO студії та креативний директор проекту Міхал Стемпень (пол. Michał Stępień).
Коментуючи контроверсійність гри Стемпень сказав, що не згоден з такою оцінкою. На його думку, в даному випадку стоїть питання не про тему цього конкретного проекту, а про ігрову індустрію в цілому та про те, чого вона прагне досягти в майбутньому. «Я вірю, що прийшов час розповідати правдиві історії. І я впевнений, що KURSK покаже, чи це дійсно так. Ганебно, що ігри фокусуються лише на вигадках та розвагах. Як людина, що виросла на відеоіграх, я очікую від них більшого. Я хочу мати змогу переживати реальні історії послуговуючись своїм улюбленим видом медіа, а не лише кіно чи книжками».
Демо-версію гри вперше буде представлено на виставці Gamescom 2016, що пройде в серпні 2016 року в Кельні.

## Реакція Росії
За кілька днів після анонсу польське видання «Газета Виборча» опублікувало допис, в якому зазначалося, що росіяни обурені створенням гри про катастрофу їхнього підводного човна.
Після оприлюднення розробниками перших скриншотів знялася нова хвиля обурення. Член Ради Федерації Франц Клінцевич назвав створення гри елементом гібридної війни проти Росії.